# Porvenir (Chile)
Porvenir (spanisch: Zukunft) ist sowohl die größte chilenische Siedlung auf Feuerland als auch die größte Kommune der Provinz Tierra del Fuego und deren Verwaltungssitz. 
Die Siedlung Porvenir hat in Chile den Status eines Pueblo, was man mit Kleinstadt übersetzen kann. Die Stadt selbst hatte laut Zensus im Jahre 2002 4734 Einwohner bei einer Fläche von 2,63 km². Porvenir ist durch eine Fähre über die Magellanstraße mit dem chilenischen Festland und der Stadt Punta Arenas verbunden. Der etwas außerhalb der Stadt gelegene Hafen heißt Bahía Chilota. Die Stadt verfügt über einen Flughafen. Gegründet wurde Porvenir am 20. Juni 1894, nachdem infolge eines kurzzeitigen Goldrauschs Einwanderer aus Kroatien und von der Insel Chiloé nach Feuerland gekommen waren. Daher finden sich auch heute noch kroatische Nachnamen unter der ansässigen Bevölkerung.
Touristisch empfiehlt sich der Besuch des Naturparks Monumento Natural Laguna de los Cisnes und des historischen Museums der Stadt. 80 Kilometer südlich der Stadt liegt der Nationalpark Alberto De Agostini. Hier liegen die riesigen kalbenden Gletscher De Agostini und Marinelli.
Das Klima ist ozeanisch. Die wärmsten Monate Januar und Februar haben im Durchschnitt Temperaturen von 10 °C, die kältesten Juli und August 2 °C.

Ausschnitt aus einem Denkmal am Hauptplatz
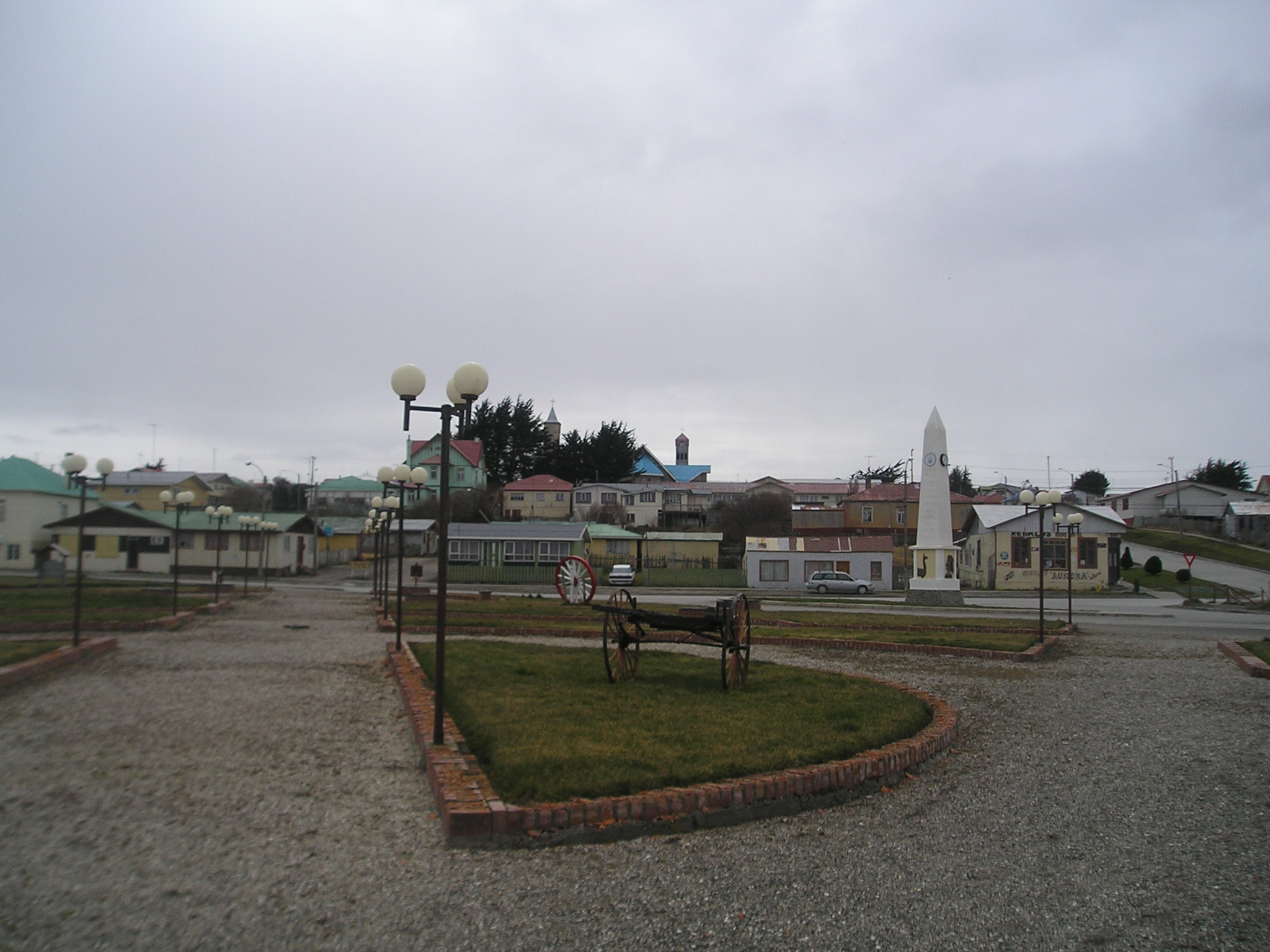
Parque Yugoslavo
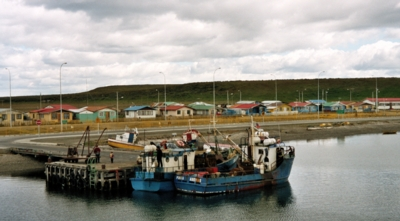
Hafen
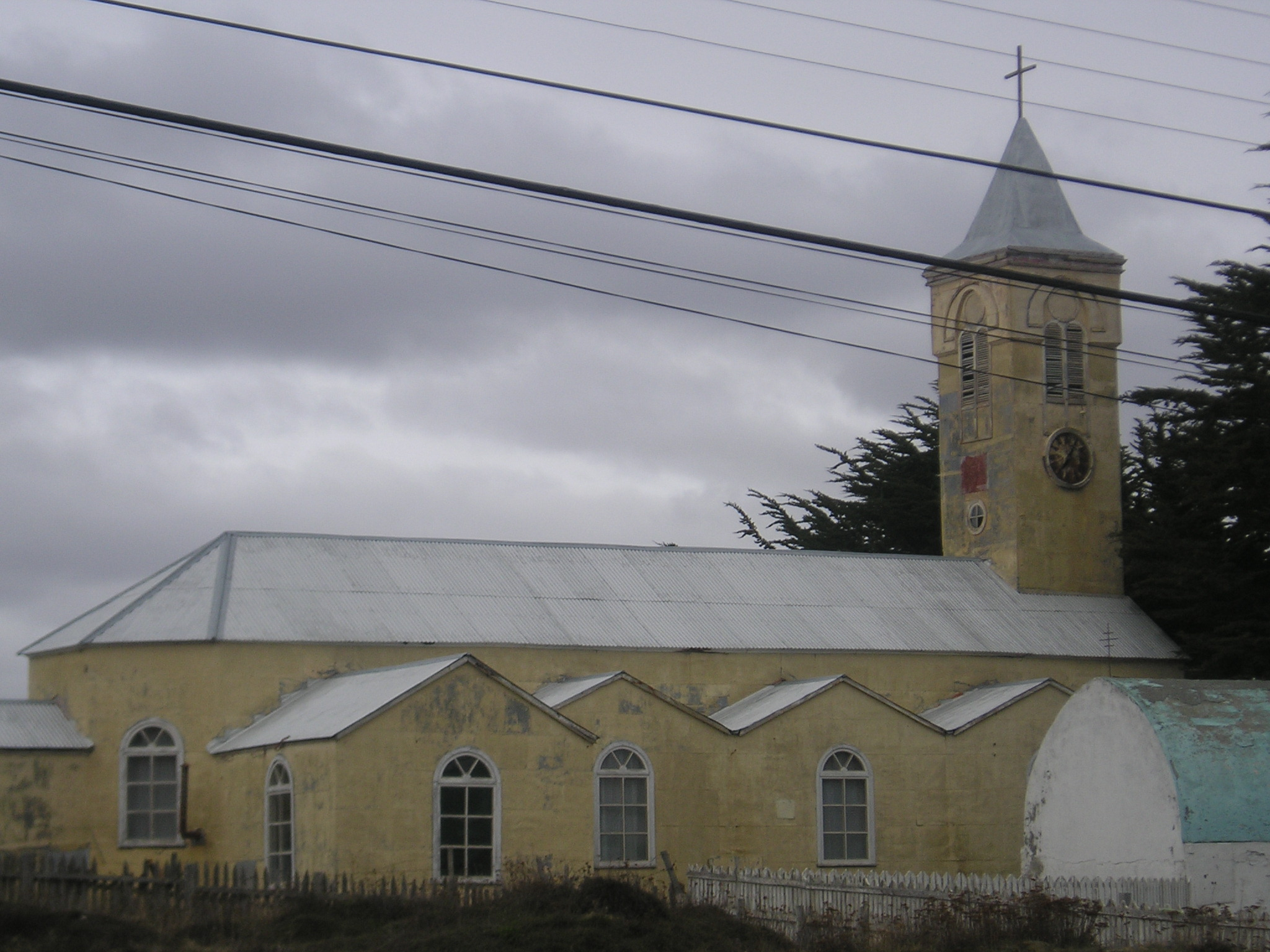
Kirche des hl. Francisco de Sales